# Vladimir Sorokine
Pour les articles homonymes, voir Sorokine.
Vladimir Gueorguievitch Sorokine (en russe : Влади́мир Гео́ргиевич Соро́кин), né le 7 août 1955 à Bykovo (oblast de Moscou), est un écrivain russe. Illustrateur et romancier, il décrit le totalitarisme sous une forme allégorique. Il reçoit le prix Andreï Biély en 2001.

## Biographie

### Débuts et jeunesse
Après des études en ingénierie à l'Institut de l'industrie pétrolière et gazière de Moscou, il travaille au journal Smiéna. Il en est licencié faute de ne pas avoir rejoint le Komsomol, organisation de jeunesse soviétique. Il gagne alors sa vie en illustrant des livres, et a environ 50 publications à son actif.
L'écrivain fait ses débuts de poète en 1972 dans le journal Za kadry neftyanikov. Puis il publie des romans.
Son œuvre est traduite en français à partir de 1985, d'abord sous la forme d'un recueil de six histoires publié dans le magazine parisien A-Ya, puis sous la forme d'un roman, La queue (Lieu commun, 1986).
En 2019, il fait partie des auteurs russes invités au Salon du livre de Paris.
En France, il est nommé chevalier dans l'ordre des Arts et des lettres.

### Enjeux politiques
Pour Vladimir Sorokine, la littérature est politique : « Un écrivain russe a deux possibilités : soit avoir peur, soit écrire. Moi, j’écris. »
Du fait de ses écrits dystopiques, Sorokine est présenté comme un écrivain rebelleet « destructeur d'idoles » par les membres du corps religieux russe.
En 2002, une organisation étudiante conservatrice pro-Poutine Idouschie vmeste (Ceux qui marchent ensemble) organise une série d'actions contre lui. Une manifestation devant le théâtre Bolchoï réunit 500 personnes. Des happenings sont organisés, où des militants jettent ses livres dans des toilettes géantes, les déchirent ou les brûlent. Un procès pour pornographie a lieu, sans suite, à cause de son roman Le lard bleu qui met en scène une scène d'amour explicite entre des clones de dirigeants soviétiques. Au contraire, la protestation contre son œuvre lui attire de l'attention médiatique.
En mars 2014, avec plusieurs autres personnalités de la science et de la culture, il prend position contre la politique du gouvernement russe en Crimée.
En février 2022, il se prononce contre l'invasion de l'Ukraine par la Russie. Il est forcé à l'exil,. En mai 2022, il vit à Berlin.

## Œuvres
Son œuvre est qualifiée de postmoderne ou conceptualiste. Selon le New York Times, Vladimir Sorokine est 

« l’un des écrivains russes les plus inventifs, un iconoclaste qui témoigne de la dérive autoritaire de son pays. Ses fables subversives font la satire des chapitres les plus sombres de l’histoire soviétique, ses récits futuristes mettent en scène la répression larvée de la Russie du XXIe siècle. »

### Trilogie de la glace
- La Glace, L'Olivier, coll. « Littérature étrangère », 2005 ((ru) Лёд, 2002), trad. Bernard Kreise, 312 p.  (ISBN 2-87929-446-0)Rééd., Points no P1844, 2007, 334 p. (ISBN 978-2-7578-0723-1)
- La Voie de Bro, L'Olivier, coll. « Littérature étrangère », 2010 ((ru) Путь Бро, 2004), trad. Bernard Kreise, 297 p.  (ISBN 978-2-87929-536-7)Rééd., Points no P3008, 2013, 353 p. (ISBN 978-2-7578-3377-3)
- 23000, L'Olivier, coll. « Littérature étrangère », 2013 ((ru) 23000, 2005), trad. Bernard Kreise, 280 p.  (ISBN 978-2-8236-0051-3)

### Romans
- La Norme, 1979-1983 (Норма)
- La Queue, Lieu commun, 1986 ((ru) Очередь, 1983), trad. Catherine Terrier, 174 p.  (ISBN 2-86705-062-6)
- Roman, Verdier, coll. « Poustiaki », 2010 ((ru) Роман, 1994), trad. Anne Coldefy-Faucard, 591 p.  (ISBN 978-2-86432-605-2)
- Le Trentième Amour de Marina, Lieu commun, 1987 ((ru) Тридцатая любовь Марины, 1995), trad. Catherine Terrier, 281 p.  (ISBN 2-86705-090-1)
- Les Cœurs des quatre, Gallimard, coll. « Du monde entier », 1997 ((ru) Сердца четырёх, 1994), trad. Wladimir Berelowitch, 208 p.  (ISBN 2-07-074296-2)
- Le Lard bleu, L'Olivier, coll. « Littérature étrangère », 2007 ((ru) Голубое сало, 1999), trad. Bernard Kreise, 417 p.  (ISBN 978-2-87929-501-5)
- Soupe de cheval, L'Olivier, coll. « Littérature étrangère », 2015 ((ru) Лошадиный Суп, 2001), trad. Bernard Kreise, 108 p.  (ISBN 978-2-8236-0272-2)
- 23000, trad. Bernard Kreise, 281 p.  (ISBN 978-2-8236-00513)
- Journée d'un opritchnik (en), (ru) День опричника, 2006, trad. Bernard Kreise, 252 p.  (ISBN 978-2-87929-588-6)Réédition, Points no P2336, 2010, 254 p. (ISBN 978-2-7578-1687-5)
- Telluria, Actes Sud, coll. « Exofictions », 2017 ((ru) Теллурия, 2013), trad. Anne Coldefy-Faucard, 352 p.  (ISBN 978-2-330-07314-5)
- La Tourmente, Verdier, coll. « Poustiaki », 2011 ((ru) Метель), trad. Anne Coldefy-Faucard, 184 p.  (ISBN 978-2-86432-657-1), traduction qui remporte une Mention spéciale au Prix Russophonie 2012
- Manaraga, L'Inventaire / Nouveaux Angles, 2019, 256 pages,  (ISBN 978-2-3559-7038-2) (Манарага, 2017), dont la traduction par Anne Coldefy-Faucard reçu le Prix Russophonie 2020[13]

### Nouvelles
- Le Kremlin en sucre, L'Olivier, coll. « Littérature étrangère », 2011 ((ru) Сахарный Кремль, 2008), trad. Bernard Kreise, 254 p.  (ISBN 978-2-87929-670-8)

### Pièces de théâtre
- La Hutte, 1985 (Землянка)

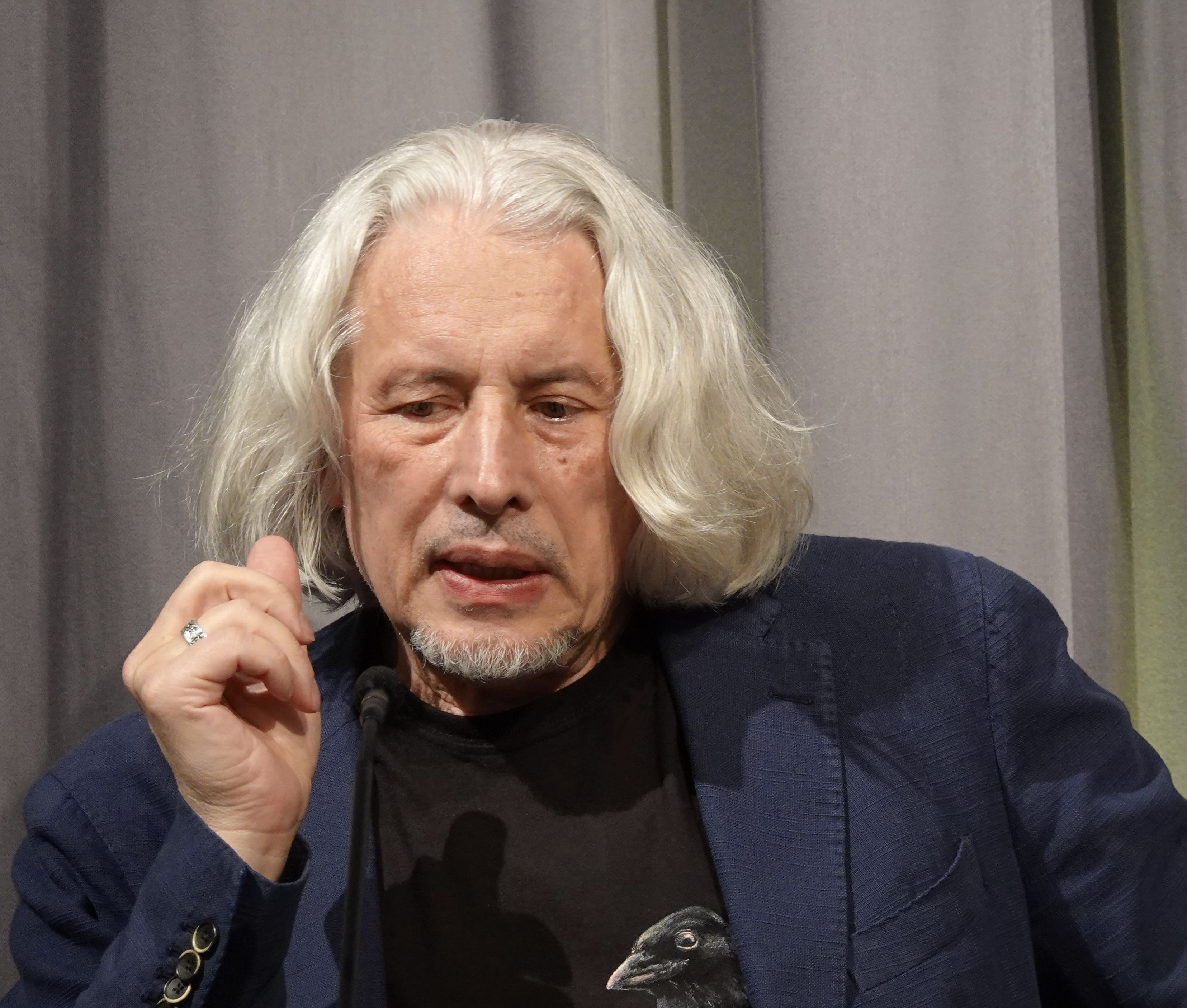
Vladimir Sorokine en 2022 à Zurich.

- Grand-mère russe, 1988 (Русская бабушка)
- Le Stchi, 1995 (Щи)
- Hochzeitstreise, 1995
- Bonne Année!, 1998 (С Новым Годом!)
- Les Pelmeni, 1997 (Пельмени)
- Dostoïevski-trip, Les solitaires intempestifs, 2001 ((ru) Dostoevsky-Trip, 1997), trad. Tania Moguilevskaia et Gilles Morel, 71 p.  (ISBN 2-912464-99-4)

### Cinéma (scénariste)
- 2011 : Target (Мишень, Mishen) d'Alexander Zeldovich
- 2004 : 4, d'Ilia Khrjanovski
- 2002 : Kopeïka, d'Ivan Dykhovichny